# يونا (ألبوم)
يونا هو الألبوم الاستوديو الثالث للمغنية وكاتبة الأغاني والممثلة الماليزية يونا. وهو أول ألبوم دولي لها يتم إصداره في الولايات المتحدة. يعتمد الألبوم على إنتاج فاريل ويليامز وأندريه هاريس. كما أنها مستوحاة من أنواع مثل موسيقى البوب روك والموسيقى البديلة للبالغين والموسيقى المستقلة. وقد حظي الفيلم بردود فعل إيجابية بشكل أساسي بعد إصداره. وقد احتلت المركز 19 على قائمة ألبومات Heatseekers.

## قائمة الأغاني
1. Lullabies (تهويدات)
2. Favourite Thing (الشيء المفضل)
3. Remember My Name (تذكر اسمي)
4. Decorate (تزيين)
5. Planes (الطائرات)
6. Bad Idea (فكرة سيئة)
7. Island (جزيرة)
8. Tourist (سائح)
9. Fading Flower (زهرة ذابلة)
10. See You Go (أراك تذهب)
11. Stay (يقضي)
12. Live Your Life (عِش حياتك)
13. Loud Noises (ضوضاء عالية)